# Gustavo A. Madero (gemeente)
Gustavo A. Madero is een van de zestien gemeenten van Mexico-Stad. Met ruim een miljoen inwoners is het de op een na meest bevolkte. De Basiliek van Guadalupe, een van de drukst bezochte christelijke bedevaartsoorden ter wereld, ligt in de gemeente.

## Geschiedenis

#### De voorgeschiedenis
Op de heuvel Tepeyac, een natuurlijk uitkijkpunt aan de rand van het meer van Texcoco, bevond zich de inheemse nederzetting Tepeaca met een tempel gewijd aan Tonantzin. Van Tlatelolco tot Tepeaca liep in de 15e eeuw een dam door het meer, die een van de twee noordelijke toegangswegen tot Tenochtitlan werd. In 1563, op het eind van de Spaans-Azteekse oorlogen, werd Tepeaca voor het eerst Guadalupe genoemd.Hier ontstond de verering van Onze Lieve Vrouw van Guadalupe. In 1787, na een langdurig proces, verkreeg de nederzetting stadsrechten en werd uitgeroepen tot Villa de Guadalupe. In 1823 werd de plaats mede vernoemd naar Miguel Hidalgo en kreeg de naam Villa de Guadalupe Hidalgo.  

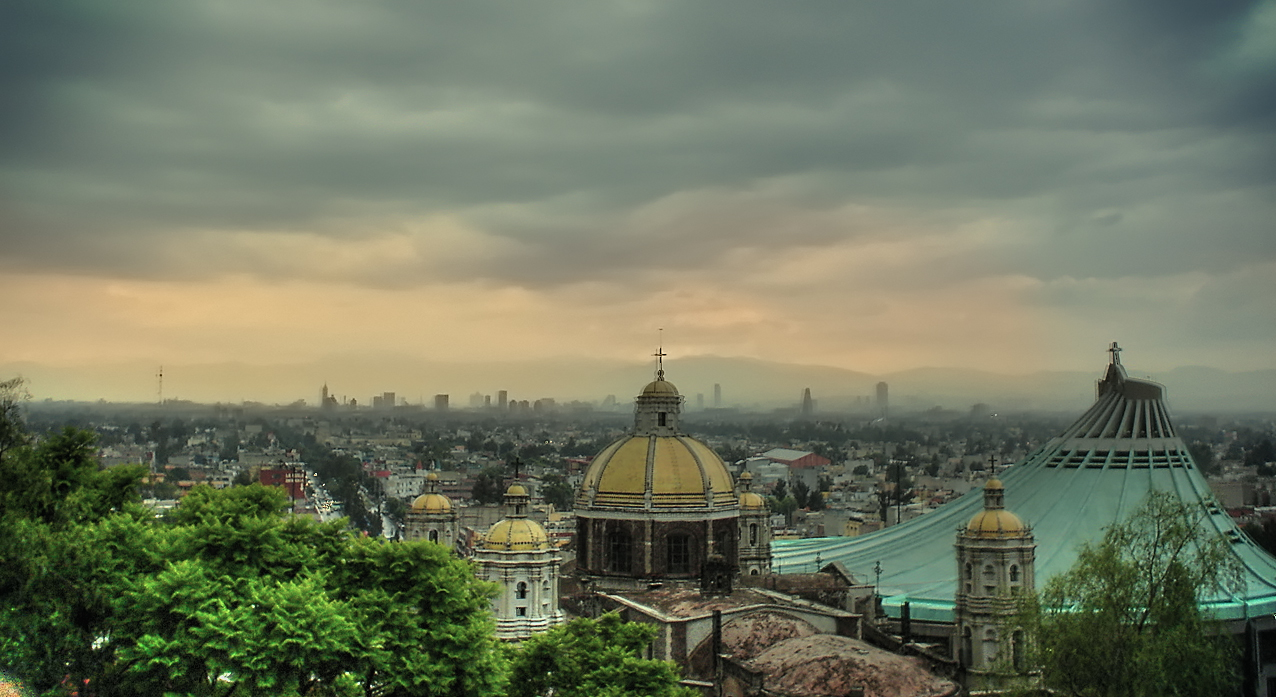
Uitzicht op Mexico-Stad vanaf de heuvel Tepeyac met op de voorgrond de Basiliek van Guadalupe

In 1848 werd hier de Vrede van Guadalupe Hidalgo getekend, die een einde maakte aan de Mexicaans-Amerikaanse Oorlog. In de 19e eeuw, al naargelang federalisten of centralisten aan de macht waren, veranderde de status van de stad regelmatig.

#### Ontstaan van de gemeente en naamgeving
Na de Mexicaanse Revolutie werd het Federale District van Mexico-Stad in 1928 opgedeeld in territoriale bestuursorganen, waaronder dertien delegaciones, een soort gemeente bestuurd door een delegado of afgevaardigde, benoemd door de regeringsleider van Mexico-Stad. De Villa de Guadalupe Hidalgo was een van de dertien. In 1931 werd een naamsverandering doorgevoerd. Het was vlak na de Cristero-oorlog en de oude katholieke naam die verwijst naar de verschijning van de maagd Maria werd vervangen door Gustavo Adolfo Madero González, een held die vermoord was tijdens de Decena Trágica. In de volksmond wordt vaak simpelweg nog steeds de term La Villa gebruikt. 
Het democratiseringsproces van eind 20e en begin 21e eeuw culmineerde in 2017 toen Mexico-Stad een grondwet kreeg en de delegación Gustavo A. Madero omgevormd werd tot de gelijknamige alcaldía, gemeente met gekozen burgemeester en raadsleden. 

## Politiek
Sinds 1997 worden er verkiezingen gehouden voor hoofd van het gemeentebestuur. Van 1998 tot en met 2017 won de kandidaat van de PRD steeds de verkiezingen in de toenmalige delegación Gustavo A. Madero. In 2018, de eerste maal dat de verkiezingen gehouden werden als alcaldía (gemeente), won de kandidaat van de partij Morena, Francisco Chiguil Figeroa, met 50.17% van de stemmen. Het werd zijn tweede termijn: van 2006 tot 2008 was hij regeringsleider van Gustavo A. Madero geweest voor de PRD. Hij moest destijds aftreden vanwege de Politie-inval in New´s Divine. In 2021 werd hij herkozen voor een nieuwe termijn van drie jaar, tot 2024. 
De gemeenteraad van Gustavo A. Madero bestaat uit tien raadsleden. Tussen 2018 en 2021 zijn er zes van de MORENA partij, twee van de PRD, een van de PRI en een van de PAN.

## Infrastructuur

#### Wegen

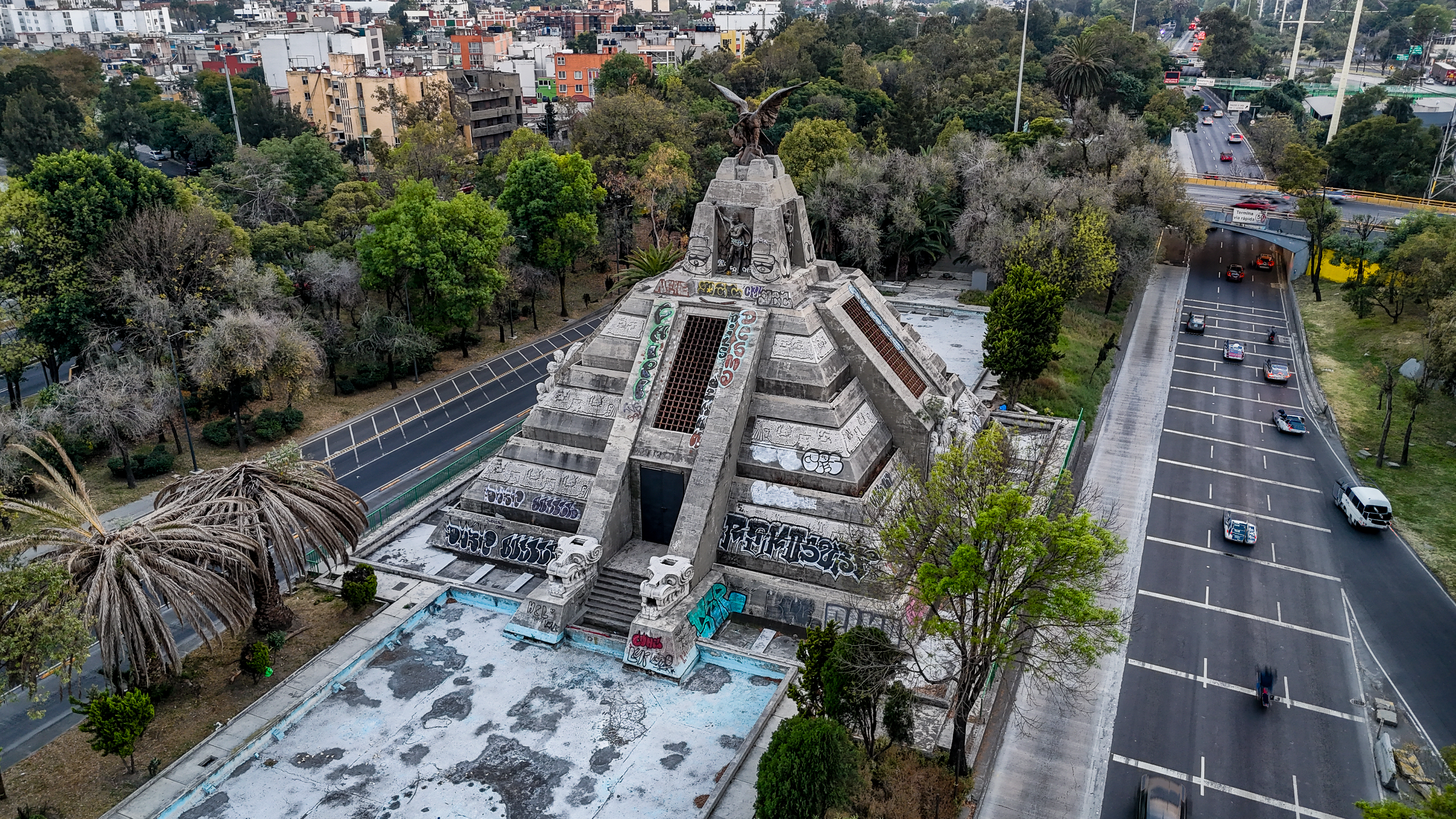
De hoofdstraat Avenida de los Insurgentes en het Monumento de la Raza

In 1925 werd begonnen met de aanleg van de eerste snelweg van Mexico-Stad naar de grens met de Verenigde Staten, de carretera 85 naar Nuevo Laredo, als onderdeel van de Pan-Amerikaanse weg. Deze weg doorkruist de huidige gemeente Gustavo A. Madero. Het stuk snelweg in deze gemeente werd later omgevormd tot het noordelijke deel van de Avenida de los Insurgentes. De andere uitvalsweg naar het noorden, de Eje Central, kruist de Avenida de los Insurgentes bij het Monumento de la Raza, in de gemeente Gustavo A. Madero.
In 1961 kwam het eerste stuk van het Circuito Interior, de oude rondweg rond Mexico-Stad, gereed. Het volgt de zuidgrens van de gemeente Gustavo A. Madero, vanaf het knooppunt bij het Monumento de la Raza tot aan het vliegveld.
Deze drie snelwegen zijn de belangrijkste toegangs- en doorvoerwegen in de gemeente. 

#### Openbaar vervoer
In 1973 werd de Terminal Central de Autobuses del Norte in gebruik genomen, een van de vier grote busstations van Mexico-Stad. Het is gelegen dicht bij het knooppunt bij La Raza, aan de Eje Central, en dient als begin-of eindpunt voor alle grote busmaatschappijen met lijndiensten naar bijna alle plaatsen in het land.
Vijf lijnen van de Metro van Mexico-Stad, namelijk lijnen 3,4,5, 6 en 8, verbinden de gemeente in alle richtingen met de rest van de stad.
In 2005 werd de eerste lijn van de Metrobus van Mexico-Stad in gebruik genomen, van Indios Verdes in de gemeente Gustavo A. Madero tot aan de Nationale Universiteit in de gemeente Coyoacán. 
In 2020 kondigde de regering van Mexico-Stad aan dat een nieuwe vorm van openbaar vervoer in aanbouw was, de Cablebus, een soort gondeltransport. De eerste lijn wordt in de gemeente Gustavo A. Madero gebouwd, van Cuautepec tot aan Indios Verdes.

## Onderwijs en cultuur
Het Nationaal Polytechnisch Instituut opende in 1959 de campus Zacatenco in de gemeente Gustavo A. Madero.